# Union sportive carcassonnaise XV
Pour les articles homonymes, voir USC.
Maillots
Actualités
L'Union sportive carcassonnaise est un club français de rugby à XV situé à Carcassonne.
Fondé en 1899, le club est notamment champion de France de 2e division en 1975.
L'équipe évolue en championnat de Pro D2 pour la saison 2025-2026.

## Historique

### L'USC, premier club civil
L’Union sportive carcassonnaise (USC), est le premier club civil du département à posséder une équipe de rugby. Cette société dépose ses statuts à la Préfecture de l’Aude, le 13 mai 1899.
Le but de ce club omnisports est de procurer aux jeunes gens des distractions au point de vue intellectuel et physique. Ainsi ses membres peuvent s’adonner à la lecture (le club possède sa bibliothèque), à l’escrime, à l’équitation, à la gymnastique, au law-tennis et au rugby football qui obtient très vite un vif succès. À l’origine de la création de la section rugby, Émile Génie et Antoine Tallavignes. Ces jeunes gens, âgés d’une vingtaine d’années, sont tous deux issus de familles bourgeoises qui se sont enrichies avec le développement de la vigne à la fin du XIXe siècle. Génie est le fils d’un des plus riches courtiers en vin installés à Carcassonne et Tallavignes est le fils d’un des plus gros propriétaires du Minervois. Selon leur rang, ils suivent leurs études secondaires au Lycée de Toulouse. C’est dans cet établissement qu’ils découvrent le rugby football. Ils le pratiquent dans les différentes équipes de jeunes. Comme beaucoup d’élèves, au sortir du lycée, ils veulent continuer à pratiquer leur sport favori. Émile Génie, président de l'USC, réunit quelques jeunes gens tentés par la constitution du club. Leur expérience rugbystique sera bénéfique aux nombreux néophytes séduits par l’aventure. Quelques clauses freinent cependant le recrutement. Sont refusés les individus de moins de vingt ans, les « étrangers » et seront exclues les personnes qui discuteront sur les questions politiques et religieuses. En outre, les sociétaires sont priés de verser une cotisation annuelle de 17 francs, laquelle limite la pratique du rugby aux seuls jeunes gens aisés, représentant une certaine élite.
La ville de Carcassonne participe activement à ce grand essor du sport en France. À tel point que le phénomène, désormais, devient un enjeu idéologique et un terrain convoité de luttes politiques ; le sport, en effet, est un moyen efficace de contrôle sur la jeunesse. De nombreux politiciens s’emparent du mouvement sportif. Le radical Jules Sauzède, maire de Carcassonne, est l’un des précurseurs en la matière. Par son goût prononcé du sport et son vif désir de la démocratiser – ce loisir est un domaine uniquement réservé aux classes sociales aisées – il contribue fortement, au tournant du siècle, au développement des sociétés sportives à Carcassonne. Son action porte essentiellement sur la gymnastique mais aussi sur le rugby pratiqué dans la ville dès 1896 par les lycéens du Stade Carcassonnais.
La question du sport en France s’est posée, très élargie, après la cuisante défaite de 1870. Tout le monde est d’accord pour doter la nation d’une jeunesse forte. De nombreuses sociétés sportives apparaissent donc dans le pays. Elles concernent des activités très variées, comme le rugby football ; sport d’équipe importé d’Angleterre qui connaît un vif succès d’abord dans les établissements scolaires parisiens puis dans les villes du Midi.
Le département de l’Aude et son chef-lieu Carcassonne, participent activement à ce grand essor du sport en France. À tel point que le phénomène devient un enjeu politique. La politique de Jules Sauzède,  engendre la création, en 1898, du premier club civil de la ville : l'USC. Certes, si de la politique confidentielle des premiers jours, à la pratique « populaire » prônée par Sauzède, il n’y a qu’un pas, les premières rencontres organisées par le club avec d’autres clubs civils (1904) annoncent que le rugby est sur la bonne voie : celle de l’engouement.

### L’engouement pour le rugby à Carcassonne (1904-1914)
À partir de 1904, le rugby atteint un nouveau seuil. Il cesse d’être un simple divertissement confidentiel pour devenir un sport organisé. Les années qui suivent sont donc caractérisées par la structuration du rugby et ceci à plusieurs niveaux. Progressivement de nombreuses sociétés voient le jour, une compétition est mise en place, un club émerge du lot et le rugby carcassonnais s’affirme.
La loi du 1er juillet 1901 sur la liberté des associations, incite les sociétés déjà existantes à modifier leurs statuts et encourage les sociétés nouvelles à se constituer de manière régulière et si possible définitive. Cette loi, qui tombe à point, favorise l’éclosion de nombreuses sociétés du rugby dans la région. Le 29 février 1904, l’Union sportive carcassonnaise devient la première société officielle – à partir de la nouvelle loi – de la ville. Par conséquent, plusieurs modifications de taille apparaissent au sein du club, comme la structuration du bureau directeur (membres honoraires et membres actifs), la recherche d’un terrain (qui sera finalement l’ Union Park), la définition d’un calendrier, la mise en place d’une comptabilité et la rédaction de la correspondance administrative et des procès verbaux.
Ainsi armée d’une équipe dirigeante efficace et d’un terrain qui lui appartient, l’USC peut se mesurer avec un concurrent sérieux qui, déjà, se dresse sur sa route : l’Étoile sportive carcassonnaise (ESC).

### La création de l’Association sportive carcassonnaise (ASC)
À la fin de la saison 1905-1906 un gros problème émerge : le Championnat du Languedoc doit débuter en 1907 et il n’y a toujours pas de club phare à Carcassonne. Certes la ville possède deux bonnes équipes, l’USC et l’ESC, mais les forces ainsi sont dispersées. Comment dans ces conditions prétendre bien figurer dans une épreuve aussi relevée ?
Il n’y a pas de place à Carcassonne pour deux équipes de sensible valeur. Soit une des deux équipes émerge du lot, soit les formations rivales fondent leurs forces en une association unique. Si cette dernière éventualité paraît la plus séduisante, rien au départ ne la laisse présager, tant l’USC et l’ESC se morfondent dans une rivalité accrue. Rappelons que l’Étoile est née d’un désaccord au sein de l’Union, après que certains sociétaires lui aient reproché le montant trop élevé de sa cotisation. La réputation, depuis, est tenace. L’USC est considérée comme formation « bourgeoise » tandis que l’ESC est réputée être une équipe « d’enfants du peuple ». Outre sur l’aspect social, la rivalité s’exerce sur des critères purement sportifs. On l’a vu, l’émergence d’une des deux sociétés peut être la clé du problème initial. En même temps que la « chasse » aux bons résultats, la lutte au leadership est engagée. Cette rivalité prendra fin en novembre 1906, lorsque les deux sociétés, réunies au grand complet, se tendent la main au café du Helder. L’Association sportive carcassonnaise (ASC) est née. Les intéressés choisissent ses couleurs – jaune et noir – qui sont aussi celles de Carcassonne. Dès lors, le club devient la principale société de la ville. Elle adhère à l’U.S.F.S.A en janvier 1907. La perspective d’une compétition exigeante oblige le nouveau club à se doter d’infrastructures adéquates. Surmonter les nécessités financières, organiser les premiers déplacements et disposer d’un terrain convenable, sont les conditions sine qua non au bon fonctionnement de la société. Ce sont aussi ses préoccupations premières.
En 1912, l’ASC incorpore le Championnat de France 1re série et s’installe en chef de file des clubs de la région. Un véritable exploit qui va refléter les progrès accomplis en cinq ans (1907-1912) par les formations languedociennes dont fait partie l’ASC. La visite de prestigieuses équipes au pied de la Cité, les victoires obtenues par le club à leurs dépens, l’émergence de bons joueurs autochtones attirent de plus en plus de Carcassonnais autour du stade. Indéniablement le rugby prend une autre dimension dans le chef-lieu. Il devient le sport-roi auquel s’identifie désormais la ville entière.

### L’expression d’une identité locale
À partir de 1913, le nombre croissant de spectateurs et la place de plus en plus grandissante qu’occupe le rugby dans les journaux locaux, témoignent du fort engouement pour ce sport à Carcassonne. Toutefois, en s’identifiant à « leur équipe », le public, mais aussi la presse, contribuent à l’émergence d’un fort chauvinisme local ; ce qui explique en partie la montée de la violence autour des stades. Le rugby, peu à peu, perd de sa signification purement sportive pour devenir un support de l’identité locale.
Il est évident que parmi ces supporters, tous ne sont pas des inconditionnels du rugby. On peut ainsi distinguer diverses strates de supporters : les fidèles, joueurs du club et dirigeants ; les spectateurs du dimanche qui participent régulièrement au spectacle sportif ; et les supporters occasionnels. Ces derniers, en général, connaissent peu ou pas du tout les règles complexes du rugby football. Ils les découvrent donc à l’occasion des grands matches.
Des discrètes premières confrontations officielles de 1904 aux grandioses parties-spectacles de 1913-1914, le rugby carcassonnais aura parcouru du chemin. Pourtant la cause était loin d’être entendue au départ. Sa pratique confidentielle, son organisation improvisée et les incessantes rivalités divisant les différentes équipes de la ville laissaient présager pour le rugby un avenir plutôt incertain. Or, à partir de 1904, le rugby s’engage dans la voie structurée : les clubs s’organisent de façon plus cohérente (apparition des dirigeants, des commissions…) ; les instances fédérales et une compétition sérieuse (le Championnat du Languedoc) se mettent en place ; enfin, un club émerge du lot, l’Association sportive carcassonnaise. La situation se clarifie.
Plus encore, elle s’oxygène car avec la multiplication des formations (dans les années 1910), le rugby s’étend à toutes les couches sociales de la population. Loin d’être confirmé dans les milieux aisés où il est né, le rugby devient populaire. Ce sont, plus que l’ESC encore, les équipes de quartiers qui illustrent cette tendance.
Le public et la presse locale se joignant au mouvement, une véritable osmose se créée entre les clubs et la population carcassonnaise. Le rugby devient le sport de la ville et surtout l’expression d’une identité locale. Ce qui n’est pas sans déclencher quelques remous de chauvinisme exacerbé, lesquels se transforment à l’occasion de derbys, parfois, en mouvements de violence. Ces derniers toutefois, ne sont pas (encore) compromettants pour l’évolution du rugby. Ce jeu, en effet, en 1914, est promis à un bel avenir.
Hélas, le premier conflit mondial va stopper net cet engouement. Le temps est venu à d’autres mêlées dans lesquelles les nations jettent sauvagement leurs jeunes.

### L’enracinement du rugby à Carcassonne (1914-1924)
Même si les associations sportives disparurent faute de pratiquants, les longs mois de guerre n’ont pas totalement arrêté la progression du rugby. Étonnamment, on pratique ce sport « au pays » mais aussi au front. Et malgré le nombre très élevé de morts, le mouvement reprend avec vigueur dans les années 1920-1921. La ville de Carcassonne, où prolifèrent les équipes civiles, illustre à merveille cette explosion sportive.
Ayant survécu aux quatre longues et douloureuses années de guerre, le rugby atteint un seuil supplémentaire dans son histoire. Les équipes de rugby, autant celles qui sont formées au front que celles de jeunes qui sont créées « au pays », marquent réellement l’enracinement de ce sport dans le Midi en général et à Carcassonne en particulier. Le rugby fait irrévocablement partie de la culture carcassonnaise.

### L’essor du rugby à Carcassonne
Symbole du renouveau d’après-guerre, les jeunes Carcassonnais adhèrent en masse au rugby. Pour faire face à la demande, une multitude de nouvelles sociétés apparaît dans la ville, donnant à ce sport une dimension qu’il n’avait pas jusque-là. En conséquence de cette extraordinaire expansion, le rugby carcassonnais, désormais, allie la quantité à la qualité. Cette période marque la popularisation complète du rugby dans les différentes zones de la ville, le couronnement d’une jeunesse toute imprégnée de ce jeu, et annonce des lendemains porteurs d’espoir.
Après avoir pu craindre un moment sa disparition, le rugby carcassonnais renaît de ses cendres en 1916. Réorganisé en pleine tourmente sous l’impulsion des jeunes, ce jeu prouve ainsi qu’il est bien enraciné dans la culture carcassonnaise. Et comme pour rattraper le temps perdu, les Carcassonnais adhèrent en masse au « sport-roi », sitôt tus les derniers coups de feu de la guerre. Une multitude de sociétés voient alors le jour, autant dans le chef-lieu que dans les campagnes environnantes, jusque-là peu concernées.

### La concurrence quinziste-treiziste
Si les supporters ont en majorité suivi leurs « idoles » à XIII, les matches de XV ne se déroulent pas dans l’indifférence générale. En moyenne, le XIII attire deux fois plus de spectateurs. Il y a déjà de fervents partisans de chaque jeu. Toutefois, selon les témoignages des vieux Carcassonnais, ces inconditionnels purs et durs considérant l’autre rugby comme une parodie, sont minoritaires.
Il est vrai que le changement d’un rugby à l’autre a été trop brutal et que les habitudes n’ont pas encore eu le temps d’être prises. Quant aux joueurs et dirigeants des deux sociétés en question, contrairement à ce que l’on peut s’imaginer, ils ne partirent pas en guerre. Les deux clubs vivent en concurrence, certes, mais en bons termes. M. Vitalis (rugby à XV), considéré par toute la ville comme « le fondateur du rugby à Carcassonne », est resté très respecté de chaque côté malgré le schisme. Cette cohabitation amicale laisse prévoir une saison 1939-1940 des plus sereines pour les deux camps.
Hélas les évènements mondiaux en décideront autrement et la guerre mettra un frein brutal à l’évolution du rugby. Plus encore, le gouvernement de Vichy, par l’intermédiaire du Colonel Pascot, ancien international, chef du Service des Sports du Commissariat dirigé par Jean Borotra, décide de réunir en 1941 les deux rugbys dans une même fédération quinziste. Une décision inadmissible pour tout rugbyman, quinziste et treiziste. Bénéficiant d’une côte d’amour sans précédent, le XIII renaîtra après la guerre et connaîtra des succès exceptionnels, en partie grâce à l’ASC qui fournira des joueurs de grand talent, comme Louis Mazon, Édouard Poncinet et surtout Puig-Aubert dit Pipette.
Malgré cela, le rugby orthodoxe conservera son prestige d’antan et à Carcassonne même, « La Mecque » du rugby à XV, les quinzistes (Union sportive carcassonnaise) retrouveront la 1re Division entre 1977 et 1986, faisant renaître les passions d’autrefois avec notamment 2 huitièmes de finale en 1979 et 1982, année où l'USC remporte aussi le Challenge Antoine-Béguère face au CA Bègles. Le 18 juin 2008, elle remporte en finale contre le Rugby club  Arras, le titre de championne de France de Fédérale 2 sur le score de 16 à 15.

### Une décennie en Pro D2 (2010-2022)

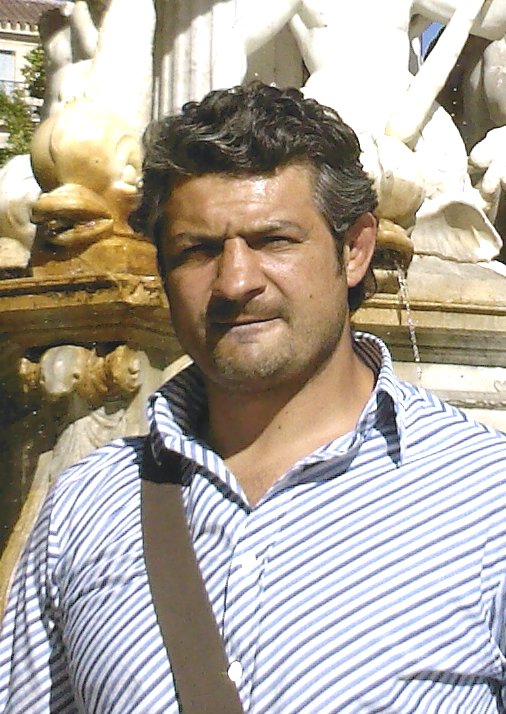
Christian Labit, artisan de la montée en Pro D2.

Le 13 juin 2010, à l'issue de la saison 2009-2010 de Fédérale 1, l'Union sportive carcassonnaise bat l'US Tyrosse par 24 à 12  en demi-finale, ce qui la qualifie pour monter automatiquement en Pro D2. Une semaine plus tard, à Châteaurenard, l'USC s'impose contre le CA Saint-Étienne par 16 à 3 et remporte le Trophée Jean Prat, devenant championne de France de Fédérale 1.
Pour sa première saison en Pro D2, l'USC XV termine à la 10e place du championnat. La saison 2011-2012 voit l'équipe entraînée par Christian Labit, ancien joueur au Stade toulousain et du RCNarbonne, terminer à la 6e place, à un essai de la qualification pour les phases finales et la montée en Top 14. Pour sa 3e saison en Pro D2, l'USC est entraînée par le duo Labit - Beltran, assisté par Franck Tournaire et, ponctuellement, Philippe Guicherd.
Pendant l'intersaison 2013 des échos de « tensions » au sein du club circulent dans la presse à la suite de la nomination de Christian Labit au poste d'entraîneur principal et manager général. Le président impose à son entraîneur de nouveaux adjoints, Philippe Guicherd et l'ancien centre du club Alexandre Jaffrès. Les résultats ne sont pas là et Christian Labit, dont l'autorité est contestée, doit quitter son poste en octobre. Le duo Guicherd-Jaffrès officie en solo pendant deux mois, jusqu'à la nomination de Christian Gajan, ancien entraîneur du Stade toulousain et du Castres olympique. Christian Labit est de retour au poste de manager de Carcassonne début janvier 2014.
En 2022, l'USC de Christian Labit termine à la cinquième place de Pro D2 à l'issue de la saison régulière se qualifiant ainsi pour les barrages à l'extérieur contre l'USON Nevers. Toutefois, Carcassonne s'incline sur le score de 24 à 12.

### Deux saisons en Nationale et un titre de champion de France (2023-2025)
Lors de la saison 2022-2023 de Pro D2, le club audois se trouve cette fois en bas de classement. Son sort est figé à l'issue de la dernière journée, étant relégué en Nationale.
Lors de sa première saison en troisième division, l'USC se qualifie en demi-finale du championnat après avoir éliminé le SO Chambéry à domicile mais chute face au RC Narbonne voisin.
Pour sa deuxième année en troisième division, l'USC connaît une saison en deux phases. Après un début de saison marquée par le limogeage de ses deux entraineurs, Jean Marc Aué et Eric Escribano, Bernard Goutta reprend la tête de l'équipe. Qualifiée pour les phases finales, après avoir écarté le SC Albi en barrages à domicile (18-0), Carcassonne s'impose en demi-finale chez le RC Narbonne voisin (22-40). Une semaine plus tard, Carcassonne retrouve le SO Chambéry en finale à Narbonne ; à l'issue d'un match disputé, l'USC gagne la rencontre grâce à un essai transformé inscrit à la 88e minute (24-23). Le club, sacré champion de Nationale, obtient son retour en Pro D2,,.

## Identité visuelle

### Couleurs et maillots
Les couleurs du club sont le jaune et le noir.
En 2023, une teinte de jaune plus franche est adoptée, abandonnant de fait sa teinte fluo.

### Logo
Après son titre de champion de France de 2010, synonyme de montée en Pro D2, le club adopte un nouveau logo,.
En 2023, alors que le club est relégué en Nationale, il adopte une nouvelle identité visuelle autour d'un nouveau logo : conservant une forme crénelée et s'adaptant à la nouvelle teinte de jaune adoptée, il intègre une représentation de la porte d'Aude de la cité de Carcassonne, une croix occitane, ainsi qu'une fleur de lys en référence aux armoiries de la ville,.

Évolution du logo
Ancien logo.
Ancien logo.
Ancien logo abandonné en 2010.
Ancien logo de 2010 à 14 juillet 2023.
Logo instauré le 14 juillet 2023.

## Palmarès

### Détail du palmarès
| Compétitions nationales | Autres compétitions nationales                                                                                        | Compétitions de jeunes                                      |
| - Championnat de France de deuxième division - Champion (1) : 1975 - Championnat de France de Nationale - Champion (1) : 2025 - Championnat de France de Fédérale 1 - Champion (1) : 2010 - Championnat de France de Fédérale 2 - Champion (1) : 2008 - Championnat de France de troisième division - Champion (1) : 1966 - Champion de France Honneur (4e division) - Champion (1) : 1951 | - Championnat de France du Languedoc Honneur - Champion (1) : 1965 - Challenge Antoine-Béguère - Vainqueur (1) : 1982 | - Championnat de France UFOLEP Cadets - Champion (1) : 2003 |

### Finales disputées
| Date de la finale | Vainqueur      | Score | Vaincu    | Lieu   | Spectateurs |
| ----------------- | -------------- | ----- | --------- | ------ | ----------- |
| 11 mai 1975       | US Carcassonne | 15-6  | US Cognac | Condom | 3 000       |

| Date de la finale | Vainqueur      | Score | Vaincu      | Lieu                                     | Spectateurs |
| ----------------- | -------------- | ----- | ----------- | ---------------------------------------- | ----------- |
| 17 mai 2025       | US Carcassonne | 24-23 | SO Chambéry | Parc des sports et de l'amitié, Narbonne | 5 990       |

| Date de la finale | Vainqueur      | Score | Vaincu           | Lieu          | Spectateurs |
| ----------------- | -------------- | ----- | ---------------- | ------------- | ----------- |
| 20 juin 2010      | US Carcassonne | 16-3  | CA Saint-Étienne | Châteaurenard | 5 000       |

| Date de la finale | Vainqueur      | Score | Vaincu   | Lieu                       | Spectateurs |
| ----------------- | -------------- | ----- | -------- | -------------------------- | ----------- |
| 15 juin 2008      | US Carcassonne | 16-15 | RC Arras | Stade du Diénat, Montluçon | 2 500       |

| Date de la finale | Vainqueur      | Score | Vaincu    | Lieu                          | Spectateurs |
| ----------------- | -------------- | ----- | --------- | ----------------------------- | ----------- |
| 7 mars 1982       | US Carcassonne | 23-4  | CA Bègles | Stade Lucien-Pourxet, Lourdes | 316         |

## Personnalités du club

### Effectif actuel (2024-2025)
| Nom                   | Naissance         | Nationalité sportive | International | Dernier club               | Arrivée au club |
| Talonneurs            | Talonneurs        | Talonneurs           | Talonneurs    | Talonneurs                 | Talonneurs      |
| --------------------- | ----------------- | -------------------- | ------------- | -------------------------- | --------------- |
| Raphaël Carbou        | 6 septembre 1992  | France               | -             | USA Perpignan              | 2020            |
| Baptiste Moreno       | 15 mai 2003       | France               | -             | USA Perpignan              | 2023            |
| Gabin Villerouge      | 1er décembre 1999 | France               | -             | Blagnac rugby              | 2024            |
| Piliers               |                   |                      |               |                            |                 |
| → Thomas Agati        | 18 février 2004   | France               | -             | Stade toulousain (en prêt) | 2024            |
| Vakhtangi Akhobadze   | 7 mai 1993        | Géorgie              | -             | Biarritz olympique         | 2022            |
| Yan Arnold            | 10 novembre 2000  | France               | -             | US seynoise                | 2023            |
| → Nicolas Fenuafanote | 19 mai 2004       | France               | -             | Stade toulousain (en prêt) | 2024            |
| Siua Halanukonuka     | 9 août 1986       | Tonga                |               | FC Grenoble                | 2024            |
| Fabien Lorenzon       | 26 décembre 1996  | France               | -             | Blagnac rugby              | 2023            |
| Florent Lorenzon      | 26 décembre 1996  | France               | -             | SO Chambéry                | 2023            |
| Nika Neparidze        | 18 février 1996   | Géorgie              | -             | Stade niçois               | 2023            |
| Deuxièmes lignes      |                   |                      |               |                            |                 |
| Clément Fontaine      | 29 décembre 1993  | France               | -             | Rennes EC                  | 2023            |
| Romain Guyot          | 4 septembre 1998  | France               | -             | SO Chambéry                | 2023            |
| Marius Iftimiciuc     | 13 août 1997      | Roumanie             |               | CA Périgueux               | 2023            |
| Romain Manchia        | 3 novembre 1991   | France               | -             | RC Narbonne                | 2018            |
| Valentin Sese         | 7 février 1997    | France               | -             | RC Narbonne                | 2023            |
| Troisièmes lignes     |                   |                      |               |                            |                 |
| Noé Bedou             | 8 mai 2001        | France               | -             | CA Brive                   | 2023            |
| Corentin Bousquet     | 2 juillet 2002    | France               | -             | USA Perpignan              | 2023            |
| Ferdinand Dreno       | 14 avril 2002     | France               | -             | Stade français Paris       | 2023            |
| Bilal Fadli           | 30 novembre 2002  | France               | -             | Formé au club              | 2022            |
| Thomas Hoarau         | 1er juin 1995     | France               | -             | Stade nantais              | 2024            |
| Gary Graham           | 29 août 1992      | Écosse               |               | Newcastle Falcons          | 2023            |
| Étienne Herjean       | 10 juin 1991      | France               | -             | Oyonnax rugby              | 2022            |
| Maxime Millan         | 4 mai 2003        | France               | -             | Formé au club              | 2024            |
| Demis de mêlée        |                   |                      |               |                            |                 |
| Kenjy Bayer           | 22 octobre 2003   | France               | -             | Formé au club              | 2024            |
| Yvan David            | 19 août 2002      | France               | -             | Oyonnax Rugby              | 2024            |
| Tomás Munilla         | 22 octobre 2003   | Espagne              |               | CS Bourgoin-Jallieu        | 2024            |
| Gaëtan Pichon         | 9 juin 1998       | France               | -             | RC Massy                   | 2023            |
| Demis d'ouverture     |                   |                      |               |                            |                 |
| Nils Chalies          | 28 mars 2003      | France               | -             | Racing 92                  | 2024            |
| Gabin Michet          | 21 juin 2001      | France               | -             | ASM Clermont               | 2023            |
| Johnny McPhillips     | 5 décembre 2002   | Irlande              | -             | Provence Rugby             | 2024            |
| Centres               |                   |                      |               |                            |                 |
| Pierre Aguillon       | 27 mars 1987      | France               | -             | Castres olympique          | 2022            |
| Mathys Barka          | 19 septembre 2001 | France               | -             | CM Floirac                 | 2023            |
| Lukas Doyhenard       | 6 mars 2001       | France               | -             | Blagnac rugby              | 2024            |
| Jordan Puletua        | 28 février 1990   | Nouvelle-Zélande     | -             | SU Agen                    | 2020            |
| Jérémy To'a           | 30 août 1996      | Suisse               |               | Plymouth Albion            | 2023            |
| Sefanaia Naivalu      | 7 janvier 1992    | Australie            |               | Stade français             | 2024            |
| Ailiers               |                   |                      |               |                            |                 |
| → Naïm Ben Alla       | 19 décembre 2003  | France               | -             | Stade toulousain (en prêt) | 2024            |
| Paul Gadea            | 3 novembre 2001   | France               | -             | RCHCC                      | 2024            |
| Clément Egiziano      | 23 décembre 2001  | France               | -             | RC Toulon                  | 2023            |
| Alexandre Monarque    | 16 octobre 2003   | France               | -             | Formé au club              | 2024            |
| Arrières              |                   |                      |               |                            |                 |
| Mamoudou Niang        | 25 janvier 2004   | France               | -             | USA Perpignan              | 2023            |
| Maxime Gianet         | 26 avril 2000     | France               | -             | Formé au club              | 2020            |

### Joueurs emblématiques
- Jean Sébédio
- Christophe Urios
- Pierre Aguillon
- Daniel Bustaffa
- José Lima
- Guy Jeannard
- Joël Koffi
- Antoine Lescalmel
- Yannick N'Gog
- François Tisseau
- Franck Tournaire
- Sanele Vavae Tuilagi
- Gilles Bosch
- Frédéric Prégermain
- Nicolas Rey
- Andrei Ursache

### Entraîneurs
| Saisons                            | Entraîneur(s)                                           | Adjoint(s)                                                                 | Titre(s)                                                                    |
| 2007 - 2010                        | Christian Labit                                         | Thomas Clavières (arrières)                                                | Champion de France de Fédérale 2 2008 Champion de France de Fédérale 1 2010 |
| 2010 - janvier 2011                | Christian Labit                                         | Thomas Clavières (arrières) Franck Tournaire (mêlée)                       |                                                                             |
| janvier 2011 - 2012                | Christian Labit                                         | Nicolas Nadau (arrières) Franck Tournaire (mêlée)                          |                                                                             |
| 2012 - 2013                        | Christian Labit                                         | Jean-François Beltran (arrières) Franck Tournaire (mêlée)                  |                                                                             |
| 2013 - 1er novembre 2013           | Christian Labit                                         | Philippe Guicherd (avants) Alexandre Jaffrès (arrières)                    |                                                                             |
| 1er novembre 2013 - 6 janvier 2014 | Philippe Guicherd (avants) Alexandre Jaffrès (arrières) |                                                                            |                                                                             |
| 6 janvier 2014 - mars 2016         | Christian Gajan                                         | Philippe Guicherd (avants) Alexandre Jaffrès (arrières)                    |                                                                             |
| mars 2016 - juin 2016              | Alexandre Jaffrès                                       | Mathieu Cidre (avants)                                                     |                                                                             |
| 2016 - 27 novembre 2017            | Mathieu Cidre (avants) Nicolas Nadau (arrières)         |                                                                            |                                                                             |
| décembre 2017 - 2021               | Christian Labit                                         | Mathieu Cidre (avants) Julien Seron (arrières)                             |                                                                             |
| 2021 - 2023                        | Christian Labit                                         | Mathieu Cidre (avants) Jean-Marc Aué (arrières) Aurélien Cologni (défense) |                                                                             |
| 2023 - novembre 2024               | Jean-Marc Aué                                           | Éric Escribano (avants)                                                    |                                                                             |
| novembre 2024                      | Mehadji Tidjini Andrei Ursache (mêlée)                  |                                                                            |                                                                             |
| Décembre 2024                      | Bernard Goutta                                          |                                                                            | Championnat de France de rugby à XV de Nationale                            |

### Présidents
- De 1965 à 1968:  Victor Bonnafous;
- De 1974 à 1986:  Jacques Talmier;
- De 1987 à 2002:  Jean Labadie;
- De 2003 à 2023:  Frédéric Calamel[14];
- Depuis 2023 :  Benoît Mestre[15].

## Le centre de formation
En 2009 naissait le centre de formation de l’US Carcassonne, piloté par Mathieu Siro, joueur de l’équipe première de l’USC. Pour sa première année, 23 jeunes âgés de 16 à 21 ont intégré le centre.
La mission quotidienne du centre est de proposer un accompagnement bien entendu sportif mais également scolaire et/ou professionnel, personnalisé et adapté à chaque jeune.
Pour sa seconde année, le centre de formation voit deux de ses pensionnaires faire les beaux jours de l’équipe qui évolue en Pro D2. En effet, Benoît Lazzarotto est passé par le centre de formation l’an dernier. Durant la saison 2010-2011, Félix Le Bourhis apparaît régulièrement dans le XV de départ de Christian Labit alors qu’il vient d’intégrer le centre de formation. Il s'engage finalement chez le promu de l'Union Bordeaux Bègles qui évoluera en Top 14 lors de la saison 2011/2012.
Depuis le 1er juillet 2011, l’US Carcassonne dispose d’un centre de formation agréé par le Ministère de la Jeunesse et des Sports. Pour la saison 2011-2012, 18 jeunes, originaires de toute la France, ont intégré le centre de formation. La mission du centre de formation de l’USC est de leur permettre d’atteindre leur plus haut niveau sportif tout en les préparant déjà à leur reconversion, en alternant formation sportive et formation scolaire ou professionnelle.